# سفارة المملكة المتحدة في الأرجنتين
سفارة المملكة المتحدة في الأرجنتين هي أرفع تمثيل دبلوماسي لدولة المملكة المتحدة لدى الأرجنتين. تقع السفارة في بوينس آيرس وهي تهدف لتعزيز المصالح البريطانية في الأرجنتين.

## وصلات خارجية
- الموقع الرسمي
- قائمة سفارات المملكة المتحدة
- قائمة السفارات في الأرجنتين